# Uszer Horowitz
Uszer Horowitz (ur. 15 lutego 1905 we Lwowie, zm. w styczniu 1980) – polski działacz społeczności żydowskiej, w latach 1946–1961 kantor gdańskiej społeczności żydowskiej.

## Życiorys
Urodził się we Lwowie w rodzinie żydowskiej, jako syn Mendla i Hanny. Po ataku III Rzeszy na Związku Radzieckiego w czerwcu 1941 został zmobilizowany we Lwowie do Armii Czerwonej.
W 1945 przybył do Gdańska, gdzie od początku starał się gromadzić wokół siebie religijnych Żydów, dla których urządzał szabaty w swoim mieszkaniu przy ulicy Aldony 6. Kantorem został w 1946. W tym samym roku wstąpił do Zjednoczenia Syjonistów Demokratów Ichud i został członkiem zarządu Okręgowego Komitetu Żydowskiego. Został również skarbnikiem Żydowskiego Funduszu Narodowego i członkiem Związku Żydów byłych Uczestników Walki Zbrojnej z Faszyzmem. W 1951, kiedy Kongregacja Wyznania Mojżeszowego w Gdańsku zawiesiła swoją działalność, starał się utrzymywać kontakty z pozostałą w regionie społecznością żydowską. W latach 1958–1961 jego mieszkanie było siedziłą reaktywowanego zarządu Kongregacji Wyznania Mojżeszowego. W 1961 wyemigrował do Stanów Zjednoczonych, a jego mieszkanie przejęło Towarzystwo Społeczno-Kulturalne Żydów w Polsce.